# Mauricio Francisco do Carmo Júnior
Mauricio Francisco do Carmo Júnior, mais conhecido como Mauricinho (Lins, 24 de abril de 1974) é um ex-futebolista brasileiro que atuava como atacante.

## Carreira
Aos 13 anos de idade, se destacou no projeto Craques do Futuro da cidade de Lins e foi indicado para o Guarani pelos ex-jogadores Polozzi e Ordilei. Anteriormente, foi reprovado em "peneiras" de outros clubes como Noroeste e XV de Jaú.
Em 1992, chegou à Seleção Brasileira e conquistou o título de Campeão Sul-americano Sub20 com a Seleção de Base.
Na base do Guarani foi campeão da Copa São Paulo de Juniores, em 1994, atuando ao lado de Luizão no ataque. Foi fixado ao profissional no mesmo ano.
Pelo Juventude, foi vice-campeão gaúcho e campeão da Série B, ambos em 1994.
Em 1995, atuou pelo Flamengo. Pelo clube, atuou em onze jogos e marcou um gol e foi campeão da Taça Guanabara de 1995.
Disputou o Brasileirão de 1996 pelo Coritiba.
Passou ainda por Botafogo-SP (em 1997), Matonense-SP, Brasil de Pelotas e Bragantino (em 1998), até chegar ao Iraty (em 1999), onde por conta de uma lesão no joelho, aos 29 anos de idade, encerrou sua carreira.

## Títulos
Seleção Brasileiro Sub-20
- Campeonato Sul-Americano: 1992

Guarani
- Copa São Paulo de Futebol Júnior: 1994

Juventude
- Campeonato Brasileiro - Série B: 1994[9]

Flamengo
- Taça Guanabara: 1995[11]